# Uttenhofen (Gemeinde Saalfelden)
Uttenhofen ist eine als Rotte klassifizierte Ansiedlung sowie eine Ortschaft und Katastralgemeinde im Westen der Salzburger Stadtgemeinde Saalfelden am Steinernen Meer (Bezirk Zell am See). Zur Katastralgemeinde gehört auch die Ortschaft Kehlbach.

## Geografie
Das gesamte Gebiet des Ortsteils befindet sich westlich des Saalfeldener Stadtzentrums und gleichzeitig am Westrand des Saalfeldener Beckens. Der westliche Teil ist Bergland, der Osten liegt im niederen Beckenbereich.
An seiner Westseite wird Uttenhofen begrenzt nahe der Anhöhen, die sich vom Miesberg (1115 m) nach Süden über die Schultersbachhöhe (1525 m) bis zum Weikersbachkopf (1541 m) zieht. Der gesamte Bergrücken wird örtlich als Biberg bezeichnet. Der eigentliche Biberg war ursprünglich ein etwa 70 m hoher Inselberg unterhalb des Miesbergs, der in der ersten Hälfte des 20. Jahrhunderts durch einen Steinbruch fast vollkommen abgetragen wurde. Im Osten begrenzt die Harhamer Oite, ein kleiner linker Nebenfluss der Saalach, das Gebiet. Im Norden endet Uttenhofen bei der Leoganger Ache, dann setzt sich die Katastralgemeinde Lenzing fort. Im Süden grenzt die Katastralgemeinde an Haid. Uttenhofen hat eine Nord-Süd-Ausdehnung von rund 3,5 km und von West nach Ost zwischen rund 1,5 und 2,5 km. Die Fläche beträgt 6,68 km².
Die Katastralgemeinde Uttenhofen umfasst zwei Ortschaften: im Norden das namensgleiche Uttenhofen mit der Rotte Uttenhofen selbst, die ganz im Norden neben der Hochkönig Straße nach Leogang liegt. Den südlichen Teil nimmt die Ortschaft Kehlbach ein. Nahe dem nur noch teilweise vorhandenen Inselberg Biberg existiert in der Beckenlage die Ansiedlung Biberg an der Pinzgauer Straße Richtung Zell am See sowie auf der Anhöhe die Einzellage Biberg, beide zur Ortschaft Kehlbach gehörend. Neben der als Zerstreute Häuser gelisteten Ansiedlung Kehlbach gibt es noch einige Einzellagen und bewirtschaftete Almen im Gebiet der Katastralgemeinde.
Im östlichen Beckenbereich fließt die Harhamer Oite parallel zur Saalach Richtung Norden und mündet beim Ort Uttenhofen in diese. Als Nebenbäche der Harhamer Oite fließen in östliche Richtung der 1,7 km lange Bibergbach vom Miesberg und der 2,2 km lange Kehlbach von der Schultersbachhöhe hinunter. Zwischen diesen fließt parallel zu ihnen der kleine Kasbichlgraben.

## Geschichte

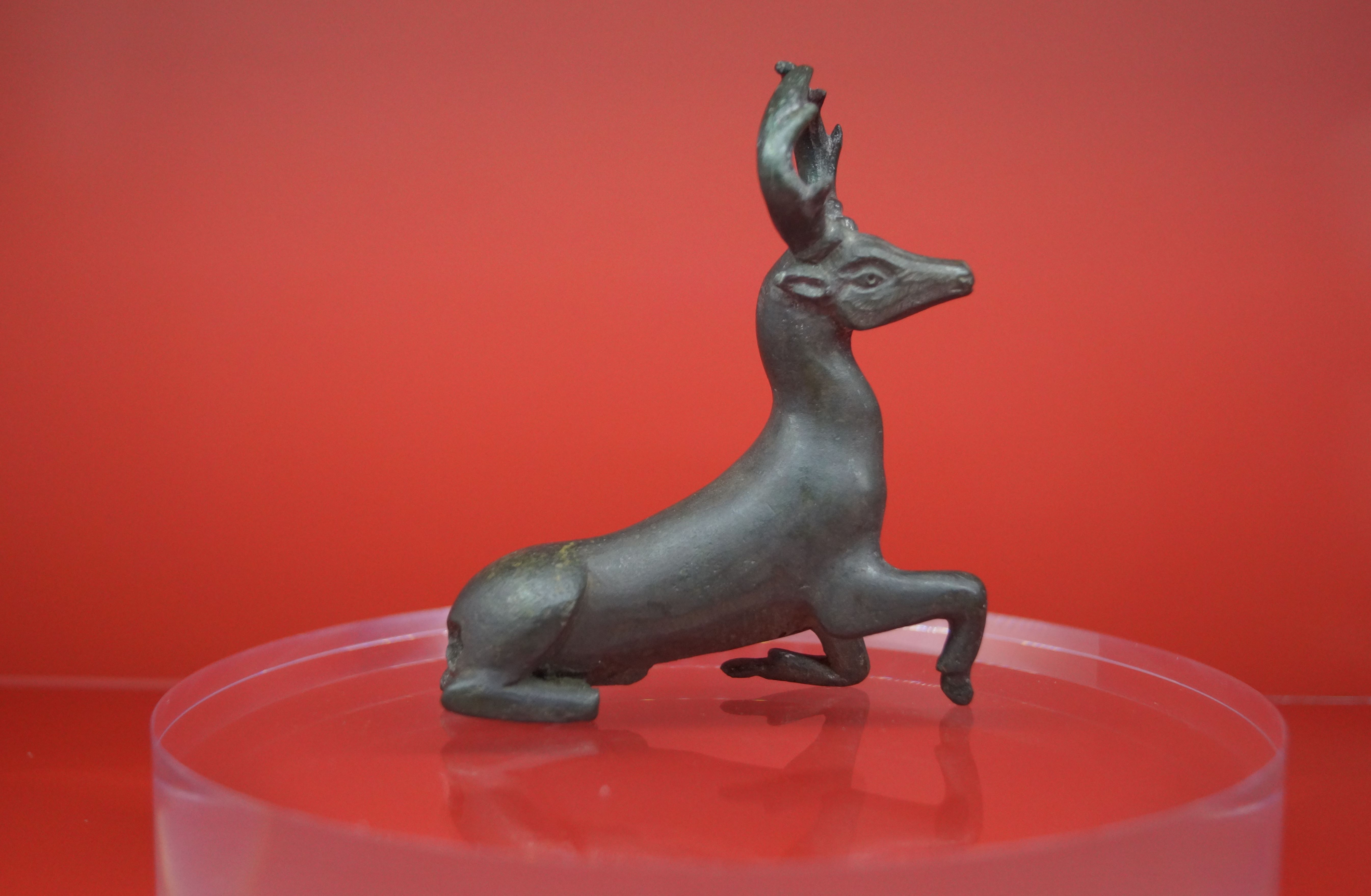
Fund aus der Keltensiedlung am Biberg

Das Gebiet ist zumindest seit der Mittel- bis Spätlatènezeit besiedelt. Funde aus der Keltensiedlung am Biberg belegen die Besiedlung durch Kelten seit dem 3. bis 2. Jahrhundert vor unserer Zeitrechnung.
Später war die Region Teil des Römischen Reichs, und die zugezogene römische Bevölkerung vermischte sich mit der ansässigen. Diese Alpenkelten bestanden bis nach der Völkerwanderungszeit. Danach kamen die Bajuwaren ins Land (Bajuwarische Landnahme).
Im Mittelalter war die Gegend im Besitz des Adelsgeschlechts der Kuchler.

## Wirtschaft und Infrastruktur

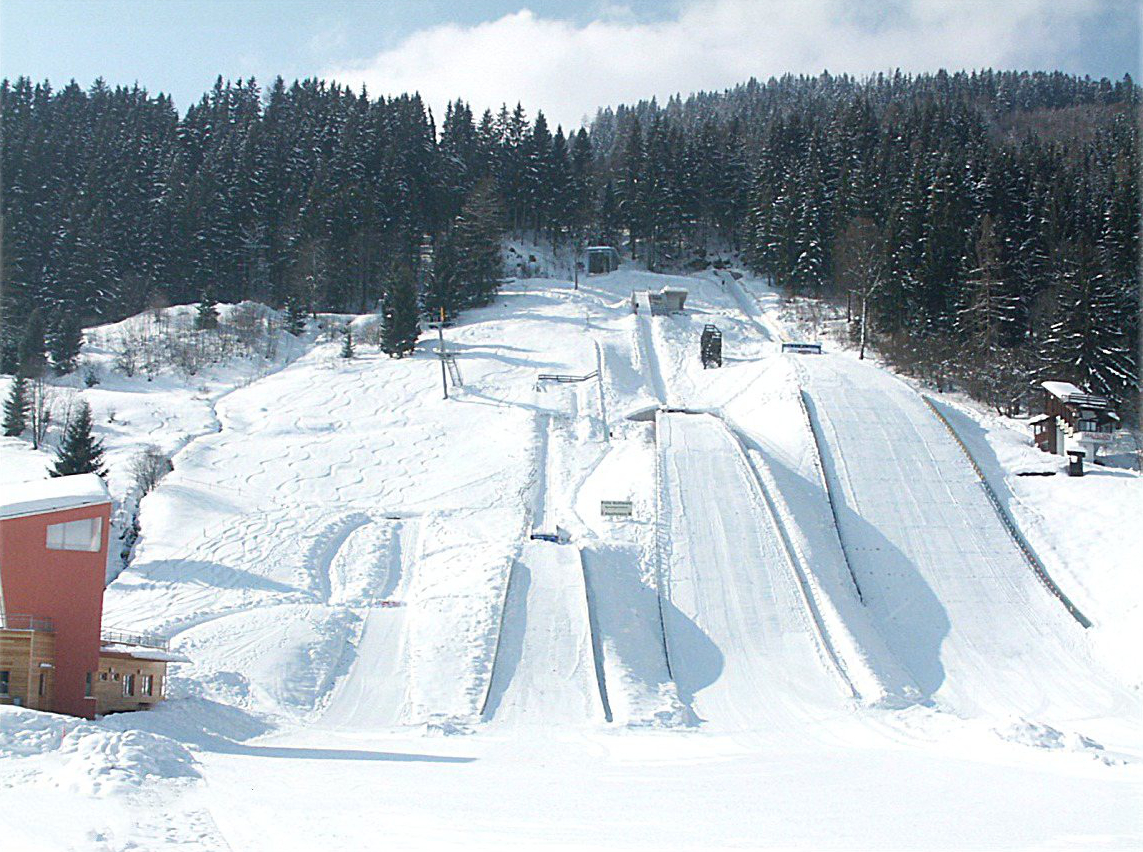
Felix-Gottwald-Schisprungstadion

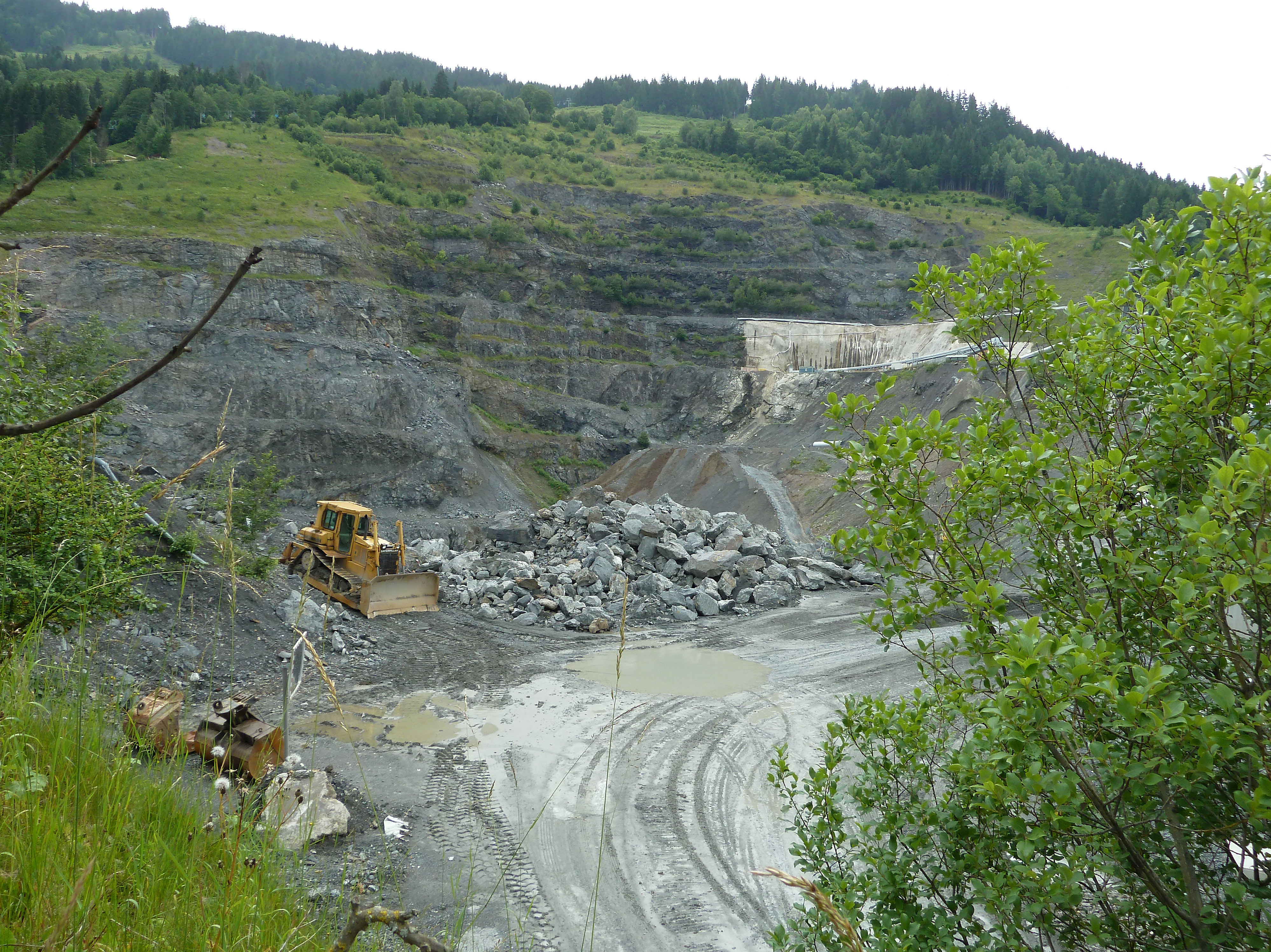
Diabaswerk Saalfelden

Wirtschaftlich bedeutend sind neben der Landwirtschaft besonders zwei Industriebetriebe: ein Sägewerk mit angeschlossener Pellets-Produktion bei Uttenhofen sowie der Steinbruch am Biberg (Diabaswerk Saalfelden). Dem Fremdenverkehr dienlich sind mehrere Gaststätten und Beherbergungsbetriebe. Von der auch mit einer Seilbahn zu erreichenden Huggenbergalm führt eine Sommerrodelbahn talwärts. Als professionelle Sportstätte existiert seit den 1970er Jahren am nordöstlichen Abhang des Bibergrückens eine Schisprung-Anlage, das heutige Felix-Gottwald-Schisprungstadion.
Im Straßenverkehr erschlossen ist die gesamte Katastralgemeinde in erster Linie mit der südlich nach Maishofen und Zell am See führenden Pinzgauer Straße, an der es im Ort Biberg eine Haltestelle für Postbusse und Busse des Stadtverkehrs gibt. Im Norden halten an der Hochkönig Straße Richtung Leogang bei Uttenhofen ebenfalls solche Busse.
Der Bahnhof Saalfelden der Salzburg-Tiroler-Bahn befindet sich von Uttenhofen etwas über und von Biberg und Kehlbach knapp unter 2 km Entfernung. Für den Güterverkehr gibt es einen Gleisanschluss zum Steinbruch.